# Tmesisternus nabirensis
Tmesisternus nabirensis là một loài bọ cánh cứng trong họ Cerambycidae.